# Paul Pernin
Pour les articles homonymes, voir Pernin.
Paul Pernin, né le 30 octobre 1914 à Oran alors dans les départements français d'Algérie et mort le 7 novembre 2006 à Paris, est un homme politique français, député de la onzième circonscription de Paris de 1978 à 1986 et maire du 12e arrondissement de Paris de 1983 à 1995. Il était apparenté à l'Union pour la démocratie française (UDF).

## Biographie
Conseiller d'entreprise de formation, Paul Pernin s'associe dans les années 1970 au nouveau parti de Valéry Giscard d'Estaing, l'UDF, sans pour autant y adhérer. Paul Pernin est le fondateur du Centre démocrate dans la capitale qu'il préside jusqu'en 1983. Initialement gaulliste et membre du RPF, il est élu en 1959 au Conseil de Paris sous l'étiquette UNR. Il rompt avec de Gaulle en 1962, car en désaccord avec l'indépendance de l'Algérie. Il se rapproche alors du MRP (futur centre démocrate) et de Jean Lecanuet. Battu aux municipales de 1965, il intègre en 1974 le Conseil économique et social jusqu'à son élection à l'Assemblée nationale en 1978 comme député  UDF. Réélu en juin 1981, il cède son siège à  Pierre de Bénouville à la suite de l'introduction de la proportionnelle départementale en 1986, puis du redécoupage des circonscriptions à Paris pour les elections de 1988. 
En 1977, il revient au Conseil de Paris, élu du 12e arrondissement au sein d'une liste d'union de la Majorité avec le général de Benouville.Il soutient l élection de Jacques Chirac à la mairie. En 1983, il est élu maire du 12e arrondissement de Paris, puis réélu à ce poste en 1989. C'est sous ses deux mandatures que le 12e arrondissement de Paris va profondément changer. Il est en partie à l'origine de nombreux projets des quartiers de Bercy et de la ZAC Reuilly, de la promenade plantée et du viaduc des Arts.
Paul Pernin est le père de Jean-François Pernin qui lui succède à la tête de la mairie du 12e en 1995.

## Mandats électifs
- Député de la onzième circonscription de Paris de 1978 à 1986
- Conseiller de Paris de 1977 à 1995
- Maire du 12e arrondissement de Paris de 1983  à 1995

## Hommage
Le jardin de Reuilly — proche de la mairie du 12e arrondissement de Paris — a été renommé jardin de Reuilly - Paul-Pernin en l’honneur de l’ancien maire du 12e arrondissement. L’« inauguration » de la nouvelle appellation a eu lieu le 13 février 2014 en présence du maire de Paris Bertrand Delanoë.